# Ampyx (accessorio)
Ampyx, in greco antico: Ἄμπυξ?, è una fascia usata dalle donne greche per tenere fermi i loro capelli; passa sulla fronte ed è fissata dietro. Generalmente sembra che sia una platina di oro o argento, spesso lavorata riccamente e adornata con pietre preziose. È più piccola della στεφάνη. 
Secondo Euripide, Artemide indossa una χρυσέα ἄμπυξ. 
Ampyx è anche il termine usato per indicare un finimento della testa dei cavalli. una fascia posta sulla fronte, anche questa di metallo, ad esempio χρυσάμπυκες ἵπποι (i cavalli con l'ampyx d'oro).